# Carlos Granero
José Carlos Granero Granero (Chella, provincia de Valencia, España, 27 de mayo de 1963) es un exfutbolista y entrenador de fútbol español.

## Trayectoria
José Carlos Granero, que como jugador era conocido como Granero I, permaneció 8 temporadas ligado al Valencia, de las cuales las 3 últimas fueron en el primer equipo. Posteriormente estuvo dos temporadas en el Recreativo de Huelva, una en el Club Deportivo Alcoyano y dos en el Benidorm Club Deportivo. También jugó con otros equipos.
Como entrenador cuenta con varios ascensos de categoría, como los logrados con el Llíria Club de Fútbol (en Tercera División), Ontinyent Club de Fútbol, Club Deportivo Jávea, Club Deportivo Villena, Benidorm Club Deportivo y Novelda Club de Fútbol (a Segunda B). Además, dirigió al Levante Unión Deportiva en la división de plata, donde logró finalizar la temporada en octava posición para ser destituido en la 10.ª jornada del ejercicio 01-02.
En la temporada 2002-2003, dirigió al Gimnàstic de Tarragona, siendo cesado en febrero, con el equipo en 11.º puesto de la clasificación.
Llegó al Hércules CF el 14 de julio de 2003 para sustituir a Josip Višnjić. Finalizó la campaña, aunque después de empatar en el Tajonar el 13 de noviembre de 2004 ante el Club Atlético Osasuna B, la directiva optó por relegarle del banquillo y fichar a Juan Carlos Mandiá.
En la temporada 2007-2008 ascendería al Alicante CF a la Segunda División A. Empezaría la campaña 2008-2009 en dicho club, siendo cesado en la jornada séptima; pero volvió a entrenar al equipo dos meses después tras las destituciones sucesivas de Asier Garitano, Nino Lema Mejuto y Manuel Jiménez González. La temporada 2008-2009 es la última que pasaría en el Alicante CF, dado que rechaza la renovación con el club valenciano para decantarse por el cuadro berciano de la Sociedad Deportiva Ponferradina, club que consigue ascender a Segunda División en la temporada 2009-2010. Tras los malos resultados en la categoría de plata, es cesado el 4 de enero de 2011.
El 18 de octubre de 2011, es presentado como nuevo entrenador del Deportivo Alavés tras la destitución de Luis de la Fuente. Abandonó el club una vez terminada la temporada 2011-12.
El 11 de marzo de 2013, ficha como entrenador del Real Oviedo. En su primera temporada en el equipo asturiano queda tercero y se clasifica para la promoción de ascenso. El equipo es eliminado en segunda ronda por la SD Eibar. En la temporada 2013-2014 afronta su segundo año al mando del equipo asturiano, siendo cesado el 16 de febrero, al término del encuentro correspondiente a la 26.ª jornada,que enfrentó a los oviedistas con el Club Marino de Luanco, y que finalizó con empate a dos.
Posteriormente, entrenó al Veria FC de la Primera División griega.
En enero de 2016, Granero llegó al Melilla con el equipo en puestos de descenso, conjunto del Grupo IV de Segunda B. De 19 partidos ganó nueve, empató seis y perdió cuatro. Salvó al equipo melillense y renovó contrato para la siguiente temporada.
En julio de 2016, decide abandonar la UD Melilla para ser entrenador del Atlético Levante Unión Deportiva, el equipo filial del Levante UD, banquillo sin dueño tras el adiós de Antonio Aparicio.
Para las siguientes temporadas, prueba fortuna en el fútbol chino, donde consigue subir en 2 ocasiones al Chengdu Rongcheng, antes de sustituir a Jordi Cruyff en el Shenzhen FC, su primer equipo en China fue el Chengdu Qianbao Football Club. En diciembre de 2021, abandona el Shenzhen FC al expirar su contrato antes de finalizar la temporada (quedaban 2 partidos en juego).

## Clubes

### Como jugador
| Club                 | País   | Año       |
| -------------------- | ------ | --------- |
| Mestalla CF          | España | 1978-1983 |
| Valencia CF          | España | 1983-1986 |
| Recreativo de Huelva | España | 1986-1988 |
| CD Alcoyano          | España | 1988-1989 |
| Benidorm CD          | España | 1989-1992 |

### Como entrenador
| Club                             | País   | Año       |
| -------------------------------- | ------ | --------- |
| Novelda CF                       | España | 1999      |
| Levante UD                       | España | 2001-2002 |
| Gimnàstic de Tarragona           | España | 2002-2003 |
| Hércules CF                      | España | 2003-2004 |
| Alicante CF                      | España | 2007-2009 |
| SD Ponferradina                  | España | 2009-2011 |
| Deportivo Alavés                 | España | 2011-2012 |
| Real Oviedo                      | España | 2013-2014 |
| Veria FC                         | Grecia | 2014-2015 |
| UD Melilla                       | España | 2016      |
| Atlético Levante Unión Deportiva | España | 2016-2017 |
| Chengdu Qianbao Football Club    | China  | 2017-2018 |
| Chengdu Rongcheng                | China  | 2018-2020 |
| Shenzhen Football Club           | China  | 2021      |